# Међерда
Река Међерда је река у северној Африци, са дужином од 460 километара је најдужа река Туниса. Извире на Телу Атласу, који је део планине Атлас, у североисточном Алжиру, а затим тече према итоку где улази у Тунис, после 460 километара Међерда се улива у Туниски залив. Она је најважнија и једна од најдужих река у Тунису и главни је снабдевач воде пшеничним пољима у земљи.

## Галерија слика
- Међерда
- Међерда